# 65100 Birtwhistle
65100 Birtwhistle este un asteroid din centura principală de asteroizi.

## Descriere
65100 Birtwhistle este un asteroid din centura principală de asteroizi. A fost descoperit pe 8 februarie 2002 la Fountain Hills (Arizona) de Charles W. Juels și Paulo R. Holvorcem. Asteroidul prezintă o orbită caracterizată de o semiaxă mare de 3,16 ua, o excentricitate de 0,08 și o înclinație de 22,8° în raport cu ecliptica.